# Sturisoma festivum
Sturisoma festivum är en fiskart som beskrevs av Myers 1942. Sturisoma festivum ingår i släktet Sturisoma och familjen Loricariidae. Inga underarter finns listade i Catalogue of Life.